# Plan Tanaka

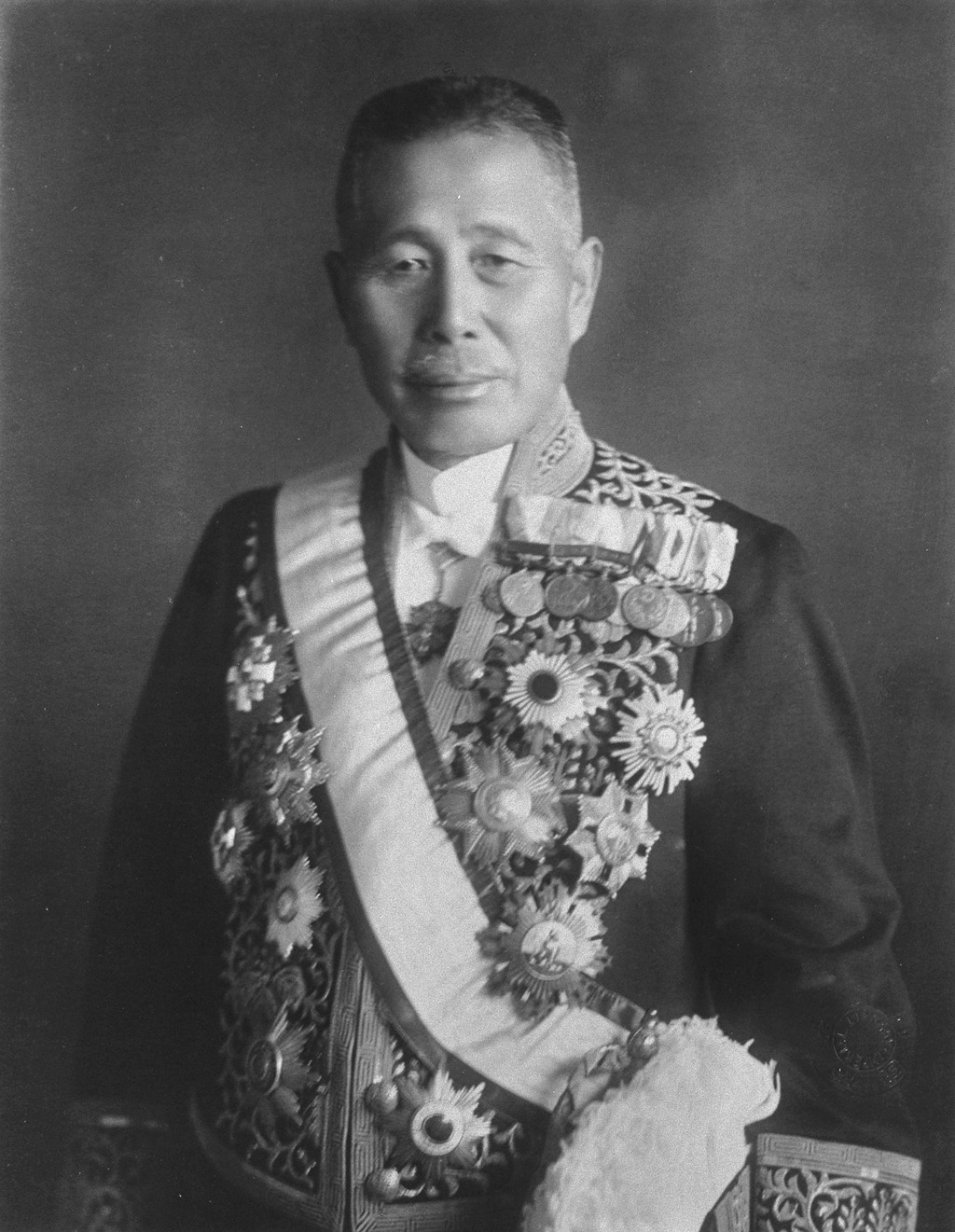
Portrait de Tanaka Giichi.

Le plan Tanaka (田中上奏文, Tanaka Josobun) est un supposé plan stratégique japonais datant de 1927 et dans lequel le premier ministre du Japon Tanaka Giichi présente une stratégie à l'empereur Hirohito pour conquérir le monde. Aujourd'hui, les historiens occidentaux et japonais admettent généralement qu'il s'agit d'un faux.

## Contexte
Le plan Tanaka commença à faire parler de lui après sa première publication en 1929 à Nankin dans une version traduite en chinois par un journal nationaliste chinois :
Avant de conquérir le monde, nous devons conquérir la Chine,

Avant de conquérir la Chine, nous devons conquérir la Mandchourie et la Mongolie,

Si nous réussissons à conquérir la Chine, le reste des pays asiatiques et de la mer du Sud nous craindront et se rendront à nous.

Alors le monde réalisera que l'Asie orientale est nôtre.
Une traduction en anglais de ce document fut en circulation avant février 1934 et fut le sujet de la page de couverture de la première édition du The Plain Truth (en) publié par Herbert W. Armstrong (en) en février de la même année, bien qu'il fût déjà apparu dans le beaucoup moins connu Communist International en 1931.
Le plan Tanaka fut repris abondamment par la propagande américaine comme l'équivalent japonais du Mein Kampf nazi. Dans la série américaine Pourquoi nous combattons (Why We Fight) de Frank Capra, récompensée aux Oscars, les épisodes La Bataille de Chine (en) et Prélude à la guerre présentent le Mémorandum Tanaka comme le plan japonais pour la guerre contre les États-Unis. Dans l'épisode La Bataille de Chine, les quatre étapes du plan de conquête japonais sont :
Conquête de la Mandchourie
Conquête de la Chine
Établissements de bases dans le Pacifique
Conquête des États-Unis
Même si les historiens d'aujourd'hui considèrent ce document comme un faux, le Mémorandum Tanaka était considéré comme authentique dans les années 1930 et 1940 à cause des actions du Japon qui correspondaient à celles décrites dans le plan. L'incident de Mukden de 1931, la seconde guerre sino-japonaise commencée en 1937, l'attaque de Pearl Harbor en 1941 et la guerre du Pacifique qui s'ensuivit semblaient confirmer ces soupçons. Plusieurs historiens, comme Edwin Palmer Hoyt, affirmaient sans équivoque que "...le Mémorandum Tanaka était réél. C'était tout simplement une copie de ce que le premier ministre Tanaka Giichi avait dit et ce que les supernationalistes avaient répété pendant des mois". D'autres, comme Meirion Harries, affirmaient tout autant sans équivoque que le plan Tanaka "...était l'une des "ruses malsaines" les plus réussies du vingtième siècle - un faux document si brillamment conçu que trente ans plus tard, les Occidentaux le croient toujours authentique". De la même manière, l'historien WG Beasley  déclarait que "...la nature de ce document, publié successivement en anglais et en chinois, n'apportait pas la certitude de son authenticité". Le Dr. Haruo Tohmatsu, professeur de diplomatie et de l'histoire militaire des relations internationales à l'académie nationale de défense du Japon, déclare que "le plan Tanaka n'a jamais existé, mais la conférence de Darin a adopté la même année des résolutions qui reflétaient ces idées".
Léon Trotski, bien qu'étant un adversaire de l'URSS et du parti communiste chinois, soutint l'authenticité du document dans un de ses derniers travaux.

## Spéculation de falsification
Du 2 juin au 7 juillet 1927, Tanaka convoqua une « conférence de l'extrême-orient » avec des membres du ministère des Affaires étrangères, celui de la Guerre, celui de la Marine et celui des Finances. Mais au lieu de présenter un plan pour conquérir le monde, le résultat de la conférence fut la décision du Japon de soutenir le gouvernement du Kuomintang contre les communistes chinois, tant que les Japonais pourraient convaincre le général Zhang Zuolin de consolider ses bases dans une Mandchourie virtuellement autonome qui servirait d'état tampon, mais qui serait en fait sous domination japonaise. Il est allégué que le « Mémorandum Tanaka » fut présenté secrètement pendant cette conférence.
Lorsqu'après la guerre, les Alliés recherchèrent des documents pour prouver les crimes de guerre du Japon, aucun brouillon ni copie ne correspondait au « plan Tanaka ». Un « original » en japonais ne fut jamais découvert malgré d'intenses recherches.
L'origine du mémorandum est toujours incertain. Parce que la première édition connue le fut en chinois, beaucoup d'historiens l'ont attribué à des Chinois, et plus particulièrement aux Chinois communistes .
L'Union soviétique mettait en doute l'authenticité du document pour encourager la guerre entre la Chine et le Japon, et ainsi avancer les intérêts soviétiques. Les deux théories ne sont pas mutuellement exclusives, étant donné que parti communiste chinois était une branche de l'Internationale communiste contrôlée par l'Union soviétique et que la politique soviétique des années 1930 était de mener une propagande de guerre contre l'expansionnisme japonais. Aussi, la première traduction du mémorandum en anglais fut réalisée par le parti communiste américain et publiée en décembre 1931 dans le Communist International. Il fut plus tard imprimé en livre.
En 1939, Peter Fleming déclara avoir réalisé une « mise à jour » du « plan Tanaka » en écrivant un rapport imaginaire sur une conférence stratégique alliée secrète à laquelle assista Tchang Kaï-chek qui en parla aux Japonais. Cela indiquait que le mémorandum était considéré comme un faux par les Britanniques avant la Seconde Guerre mondiale.
Les journaux et les manuels scolaires de la république populaire de Chine mentionnent toujours le « plan Tanaka » comme authentique. Cependant, les historiens japonais soutiennent que le document est faux.
En 1995, Vitaliy Pavlov, un agent du NKVD à la retraite écrivit sur le « plan Tanaka » dans le journal russe Novosti Razvedki I Kontrrazvedki (« Nouvelles de l'espionnage et du contre-espionnage »). Pavlov affirmait que le document était un faux réalisé par l'Union soviétique en 1931 pour provoquer un sentiment antijaponais aux États-Unis et en Europe.
Le 1er janvier 2008, le journal japonais Tokyo Shimbun rapportait qu'un groupe d'historiens chinois considéraient le « plan Tanaka » d'authenticité douteuse et suggéraient que les autres historiens chinois considèrent le document comme un faux lors d'une réunion de recherche conjointe tenue en septembre 2007.

## Source de la traduction
- (en) Cet article est partiellement ou en totalité issu de l’article de Wikipédia en anglais intitulé « Tanaka Memorial » (voir la liste des auteurs).